# Live at SoFi Stadium
Live at SoFi Stadium (estilizado en mayúsculas) es el primer álbum en directo del cantautor canadiense The Weeknd, que salió a la venta el 3 de marzo de 2023 a través de XO y Columbia Records. El álbum fue grabado durante su concierto como parte del After Hours til Dawn Tour en el SoFi Stadium en Inglewood, California, con la lista de canciones incluyendo canciones de sus proyectos anteriores, incluyendo Dawn FM (2022), After Hours (2020), My Dear Melancholy (2018), Starboy (2016), Beauty Behind the Madness (2015), Kiss Land (2013), y House of Balloons (2011), junto con múltiples canciones en las que participó.

## Lista de canciones
| Lista de canciones de Live at SoFi Stadium |                              |          |  |
| N.º                                        | Título                       | Duración |  |
| 1.                                         | «Intro»                      | 1:35     |  |
| 2.                                         | «Alone Again»                | 2:47     |  |
| 3.                                         | «Gasoline»                   | 3:15     |  |
| 4.                                         | «Sacrifice»                  | 4:23     |  |
| 5.                                         | «How Do I Make You Love Me?» | 3:29     |  |
| 6.                                         | «Can't Feel My Face»         | 3:03     |  |
| 7.                                         | «Take My Breath»             | 3:55     |  |
| 8.                                         | «Hurricane»                  | 2:07     |  |
| 9.                                         | «The Hills»                  | 3:05     |  |
| 10.                                        | «Often»                      | 2:28     |  |
| 11.                                        | «Crew Love»                  | 1:53     |  |
| 12.                                        | «Starboy»                    | 4:05     |  |
| 13.                                        | «Heartless»                  | 2:04     |  |
| 14.                                        | «Low Life»                   | 1:47     |  |
| 15.                                        | «Or Nah»                     | 1:41     |  |
| 16.                                        | «Kiss Land»                  | 1:50     |  |
| 17.                                        | «Party Monster»              | 3:09     |  |
| 18.                                        | «Faith»                      | 3:05     |  |
| 19.                                        | «After Hours»                | 4:27     |  |
| 20.                                        | «Out of Time»                | 3:20     |  |
| 21.                                        | «I Feel It Coming»           | 3:54     |  |
| 22.                                        | «Die for You»                | 3:13     |  |
| 23.                                        | «Is There Someone Else?»     | 3:57     |  |
| 24.                                        | «I Was Never There»          | 2:17     |  |
| 25.                                        | «Wicked Games»               | 2:23     |  |
| 26.                                        | «Call Out My Name»           | 4:02     |  |
| 27.                                        | «The Morning»                | 3:19     |  |
| 28.                                        | «Save Your Tears»            | 2:58     |  |
| 29.                                        | «Less than Zero»             | 4:04     |  |
| 30.                                        | «Blinding Lights»            | 4:13     |  |
| 31.                                        | «Outro»                      | 3:10     |  |
| 1:35:00                                    |                              |          |  |

## Historial de lanzamientos
| Región | Fecha(s)           | Sello(s) discográfico(s) | Formato(s)                 | Ref.  |
| ------ | ------------------ | ------------------------ | -------------------------- | ----- |
| Varios | 3 de marzo de 2023 | XO Republic              | Descarga digital streaming | [ 2 ] |